# Kiehnle Kochbuch
Das Kiehnle Kochbuch, auch Das neue Kiehnle Kochbuch oder Das große Kiehnle Kochbuch, ist ein schwäbisches Kochbuch, das seit 1921 in 9 Ausgaben erschien. Autorin der ersten Ausgabe war Hermine Kiehnle, nach der das Kochbuch benannt ist. Für die aktuelle Neubearbeitung von 2010 ist Monika Graff verantwortlich.

## Hintergrund
Hermine Kiehnle war die Leiterin der Kochschule des schwäbischen Frauenvereins in Stuttgart und brachte zunächst 1912 das Kochbuch des schwäbischen Frauenvereins im Eigenverlag in einer kleinen Auflage heraus. Neun Jahre später wurde 1921 das Werk unter dem Titel Kiehnle Kochbuch beim Verlag von Walter Hädecke herausgegeben. Bereits 1930 erschien eine große illustrierte Jubiläumsausgabe mit farbigen Fotografien. Kiehnle brachte zudem ein Backbuch mit dem Titel Das Kiehnle Backbuch heraus.
Das Kiehnle Kochbuch wurde im Laufe seiner Geschichte bis heute mehrfach und teilweise aufwendig überarbeitet. Maria Hädecke, die Ehefrau des Verlegers, kochte für die Ausgabe der 1960er Jahre fast 2500 Rezepte in der heimischen Küche über mehrere Jahre nach. Auch die Folgeausgaben wurden von der Verlegerfamilie, Autoren und bei befreundeten Testköchen immer wieder unter die Lupe genommen.

## Inhalt
Das Kochbuch führt in den ersten Abschnitten in die Grundlagen der Küche ein, erklärt Zutaten und Küchengeräte und erklärt die wichtigsten verwendeten Mengenangaben. Der Rezeptteil ist einerseits nach dem Kriterium Menübestandteil, aber auch nach Zutaten gegliedert. Es gibt eigene Abschnitte für Getränke, zum Backen und zum Konservieren. Am Ende des Buches finden sich Grundregeln der Ernährung, zur Vorratshaltung, sowie Ratschläge zur Gestaltung von Menüs und zur Tischdekoration. In den Umschlaginnenseiten befindet sich in der aktuellen Ausgabe auch ein Saisonkalender für Obst und Gemüse.

## Auszeichnungen
Das Kiehnle Kochbuch wurde seit seiner Erstveröffentlichung mehrfach durch eine Auszeichnung der Gastronomische Akademie Deutschlands geehrt. Die Ausgabe von 1996 wurde es in der Kategorie Kochen mit der Silbermedaille ausgezeichnet. Es ist die dritthöchste Auszeichnung, die die Gastronomische Akademie Deutschlands jährlich an neuerschienene oder zu großen Teilen überarbeitete Bücher vergeben kann. Laut Angaben der Akademie soll die Auszeichnung dem Leser eine Orientierungshilfe sein, die ihm dabei helfen soll, geeignete Fachliteratur zu finden.

## Ausgaben
- Hermine Kiehnle: Kochbuch des schwäbischen Frauenvereins … Verlag des Schwäbischen Frauenvereins, Stuttgart 1912, OCLC 46465241.
- Hermine Kiehnle: Kiehnle Kochbuch. Walter Hädecke Verlag, Stuttgart 1921 (Kleine Ausgabe).
- Hermine Kiehnle: Kiehnle Kochbuch. Große illustrierte Ausgabe für die bürgerliche und feine Küche. Süddeutsches Verlagshaus GmbH, Stuttgart 1925, S. 620 (Das Süddeutsche Verlagshaus war ebenfalls im Besitz von Walter Hädecke.).
- Hermine Kiehnle: Kiehnle Kochbuch. Große illustrierte Ausgabe für die bürgerliche und feine Küche mit Haushaltungskunde. Walter Hädecke Verlag, Stuttgart 1934, OCLC 18133339.
- Hermine Kiehnle: Das Große Kiehnle-Kochbuch. Sonderausgabe Taschenbuch. rororo Taschenbuch Verlag (Rowohlt), Hamburg 1969, S. 702.
- Hermine Kiehnle: Kiehnle Grundkochbuch. Hrsg.: Ursula Grüninger. 2. Auflage. Walter Hädecke, Weil der Stadt 1977, ISBN 3-7750-0068-2, S. 509.
- Hermine Kiehnle, Maria Hädecke: Das neue Kiehnle Kochbuch. Große illustrierte Neuausgabe; 2365 Orig.-Rezepte. 13. Auflage. Walter Hädecke Verlag, Weil der Stadt 1981, ISBN 3-7750-0046-1.
- Hermine Kiehnle: Kiehnle Kochbuch. Das große Grundkochbuch mit rund 2400 Rezepten. In: Monika Graff (Hrsg.): im Schuber. Walter Hädecke Verlag, Weil der Stadt 1995, ISBN 978-3-7750-0260-8, S. 710.
- Hermine Kiehnle: Kiehnle Kochbuch. Das große Grundkochbuch mit rund 2400 Rezepten. Hrsg.: Monika Graff. Hädecke Verlag, Weil der Stadt 2004, ISBN 978-3-7750-0346-9, S. 710.
- Hermine Kiehnle: Kiehnle Kochbuch. Das große Grundkochbuch mit rund 2400 Rezepten. In: Monika Graff (Hrsg.): Neuausgabe. 4. Auflage. Hädecke, Weil der Stadt 2008, ISBN 978-3-7750-0488-6.
- Hermine Kiehnle: Kiehnle-Kochbuch. Das große Grundkochbuch mit 2500 Rezepten. Hrsg.: Monika Graff. 3. Auflage. Hädecke, Weil der Stadt 2020, ISBN 978-3-7750-0580-7, S. 710 (Neuausgabe von 2010, korrigiert und aktualisiert, überarbeitet und in neuer Rechtschreibung, Neuauflage 2020 typografisch überarbeitet und korrigiert.).